# ルイブールの戦い (1745年)
1745年のルイブールの戦い（1745ねんのルイブールのたたかい、英Siege of Louisbourg (1745)）は、ジョージ王戦争中の戦闘で、イギリスの支配下にあったノバスコシアの奪還をフランスが企て、アナポリスロイヤルを包囲したため、イギリス領であったニューイングランドの民兵が中心となって、ロワイヤル島（現在のケープ・ブレトン島）のフランスの砦であるルイブールに攻め入ったものである。この戦闘でニューイングランド軍は、フランス側の砲台を奪って勝利したが、戦後のアーヘンの和約で、ルイブールはフランスに返還されることになった。ニューイングランドの行政官はこれに怒り、また、守備を強化する意味から、ノバスコシアにハリファックスを建設した。

## 歴史的背景

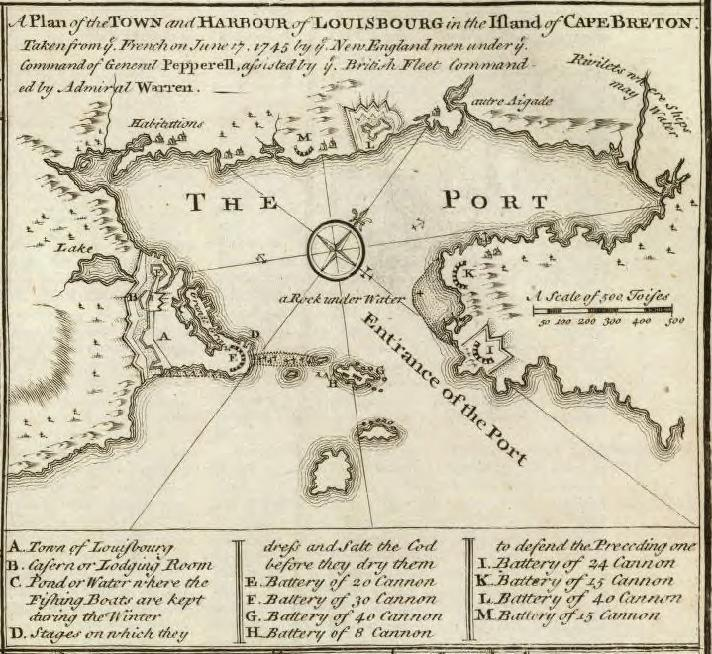
ルイブールの攻略作戦図

1739年に起こったジェンキンスの耳の戦争は、オーストリア継承戦争（北アメリカにおけるジョージ王戦争）へと発展し、1744年にはイギリスとフランスが交戦状態に入った。最初に仕掛けたのはフランスで、イギリスの漁業地であるカンゾを攻撃したため、ノバスコシアのイギリスの支配下にあるのは、アナポリスロイヤルだけになった。1720年代から1730年代にかけても、カンゾは、アカディアからルイブールへの補給経路の脅威になっていた。この英仏の交戦によって、フランスの私掠船も、ニューイングランドの漁船を攻撃した。
フランスは1720年から、約2000万リーヴルを費やしてロワイヤル島にルイブール砦を建設していた。北アメリカ大陸への主要通路であるセントローレンス川への、外敵の侵入を防ぐのが目的だった。このルイブールは軍事基地のみならず、漁業や貿易の基地としても発展した フランスにとって、この戦闘は、ユトレヒト条約によってイギリスに割譲されたノバスコシアを取り戻す、またとない機会だった。ニューイングランドにとって、フランスの私掠船や、海軍艦隊が行き来するルイブールは脅威だった。また、1744年と1745年に、ノバスコシアの中心地であるアナポリスロイヤルがフランスに包囲された が、この戦いを起こしたのもルイブールのフランス軍だった。彼らはニューイングランドに先んじて、ヨーロッパの情勢をつかんでいたのだった。

## ニューイングランドの準備

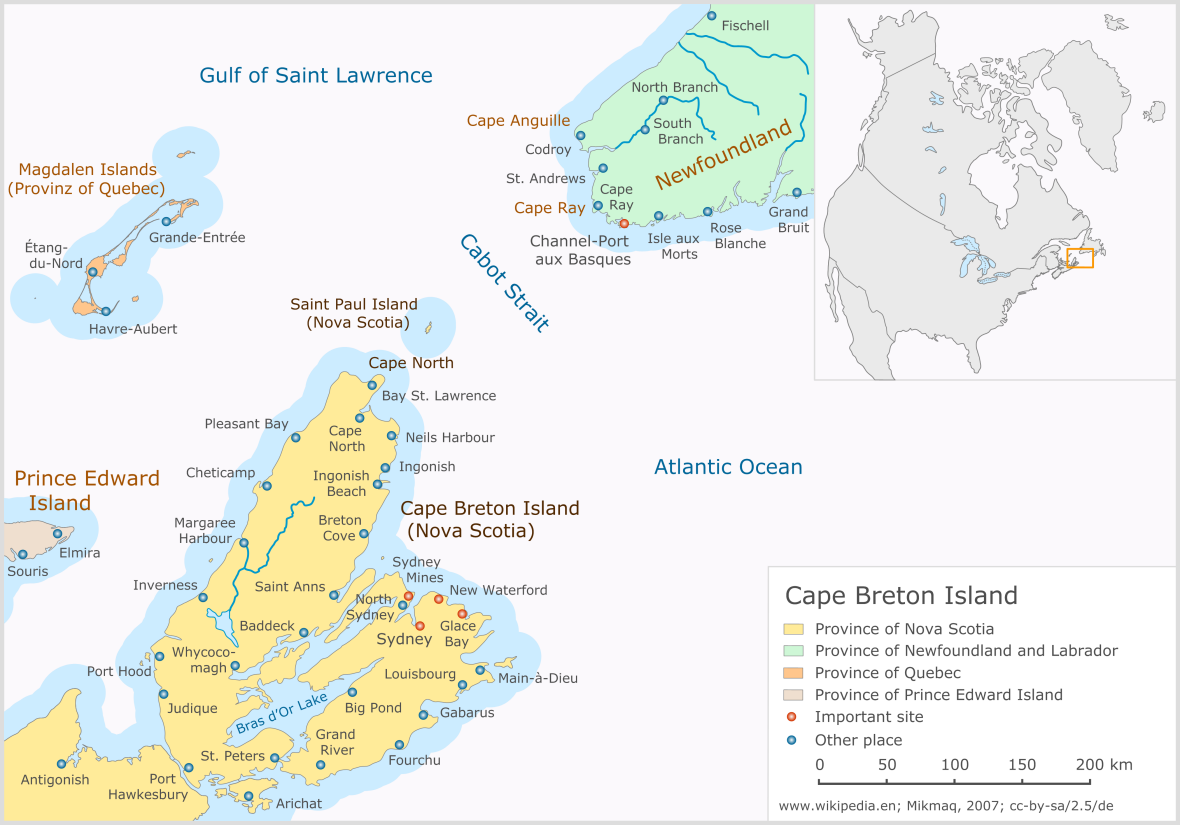
中央やや下、オレンジ色の部分がケープ・ブレトン島（ロワイヤル島）

フランスのニューイングランドへの侵攻を恐れたマサチューセッツ総督、ウィリアム・シャーリーは、アナポリスロイヤルを守るべく、1744年の夏、アナポリスロイヤルの駐屯隊に200人部隊の援軍を送った。この知らせを受けたヌーベルフランスは、アナポリスロイヤル攻撃に出るも失敗したが、イギリス艦を拿捕してルイブールに連れ帰った。これに対抗して、シャーリーは、ルイブールへの攻撃の準備を整えた。フランス軍や私掠船による脅威を退けるためであった。
シャーリーは、カンゾの襲撃の際、フランスに捕囚されたイギリス兵が綴ったルイブールの脆弱さを強調し、遠征への支援を募った結果、他の植民地から援軍や軍艦や大砲が提供され、資金が調達された。カンゾの襲撃中に捕虜となった者たちは、まずルイブールに連れて行かれ、そこでの自由行動を許可された。イギリス軍の兵士の何人かが、砦の形や配置、どのような状態にあるかを、駐屯隊の装備や大きさ共々細かくメモを取っていたのだった。何年もの間、ルイブールとひそかに取引をしていて、その頑健さを知るニューイングランド住民の懸念はあったものの、ニューイングランドの政界や経済界の関心は高く、多くの略奪品への期待もあり、1745年の2月5日、マサチューセッツ下院は、他のイギリス系植民地と共に、ルイブールへの再度の軍事遠征を承認した。
ルイブールでは、軍も一般人も、恵まれた状況にあるとは言えなかった。1744年の支給物資は少なく、漁師は十分な物資がないため、不承不承ながら漁に出ていた。軍の兵士たちは、カンゾでの自分たちの骨折りの結果である、戦利品の一部をもらえる約束だったのに、士官がそれを売り払って利益を得ていると主張していた。この年の12月、フランス軍の部隊は、劣悪な環境と給料の未払いから暴動を起こした。総督のデュシャンボンが、兵士たちの不満を沈めるために給料を払い、戦利品を取り戻しても、この年の冬のルイブールは、かなりの緊張状態にあった。軍の上層部が、兵士たちに対して強い態度を取れないのが原因だった。デュシャンボンでさえも、いやいやながら救いの手を差し伸べただけで、このことが外に漏れて、危険な状態となることを恐れていた。しかし、この危険な状態が、まさにボストンで起こりつつあったのである。

### 遠征隊の出発

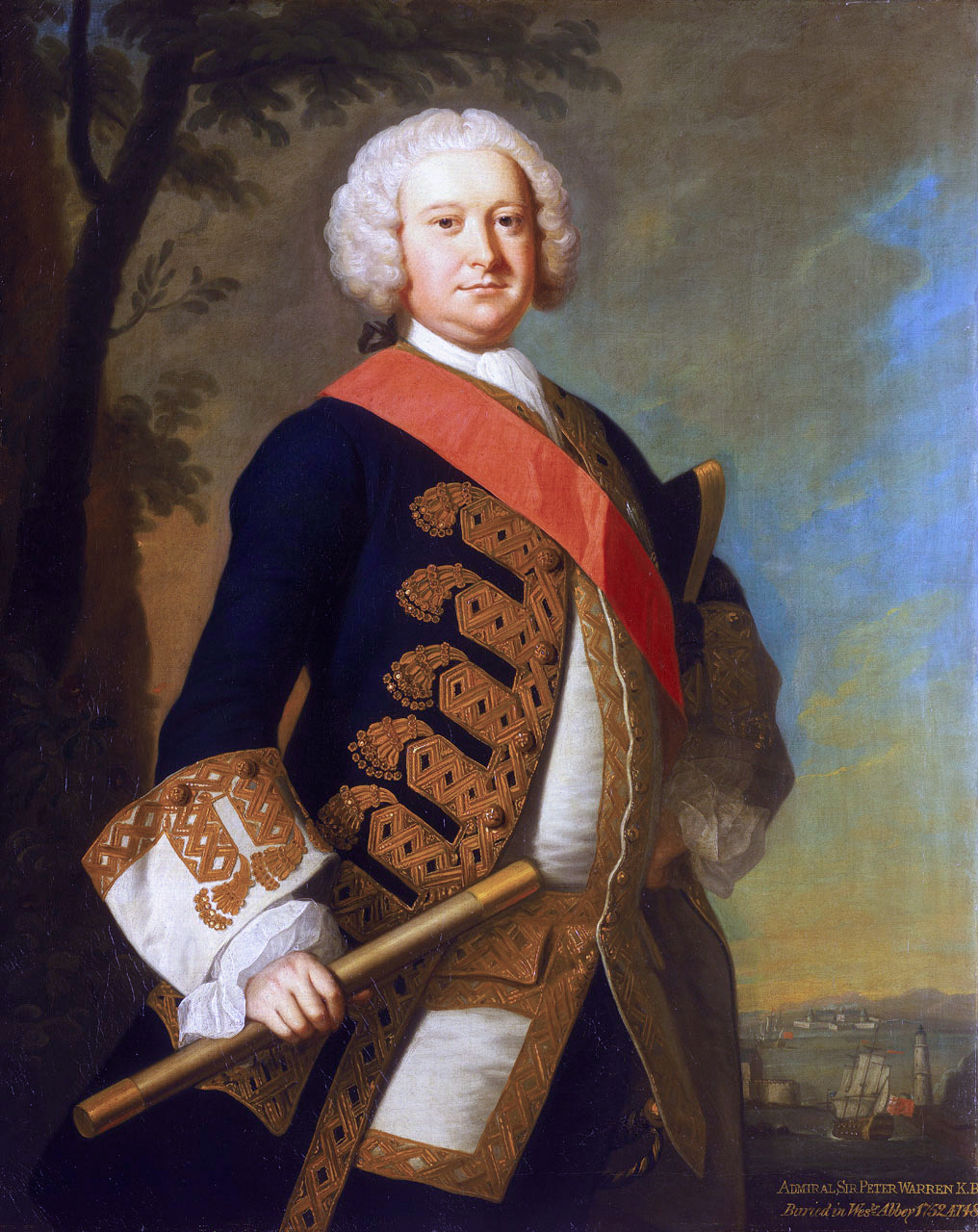
イギリス海軍士官ピーター・ウォーレン

遠征の指揮官にはウィリアム・ペッパーレルが選ばれた。ペッパーレルはキタリーの商人で マサチューセッツ議会の議員でもあり、キタリーとメインの民兵隊の士官でもあった、植民地の海軍の指揮は大尉のエドワード・ティングにゆだねられた。マサチューセッツ、コネチカット、そしてメインの民兵から成る4000人ものニューイングランド軍は、13隻のアメリカの軍艦でルイブールを目指した。護衛艦隊はイギリスの艦隊で、指揮を執ったのはイギリス海軍士官のピーター・ウォーレンだった。
ペッパーレルは、カンゾに新しい拠点を作った。流氷がルイブール近辺のガバラス湾から消えるまで待つ間、ここで兵を鍛え、5月初めにイギリス海軍の艦隊と合流し、カンゾから旅立った。5月2日、この軍はポールトゥールーズを包囲し、同様にカンゾからルイブールの沿岸の集落を破壊した。ニューイングランド軍は5月11日、ルイブール南西沖8キロの地点に到達した。

## 戦闘

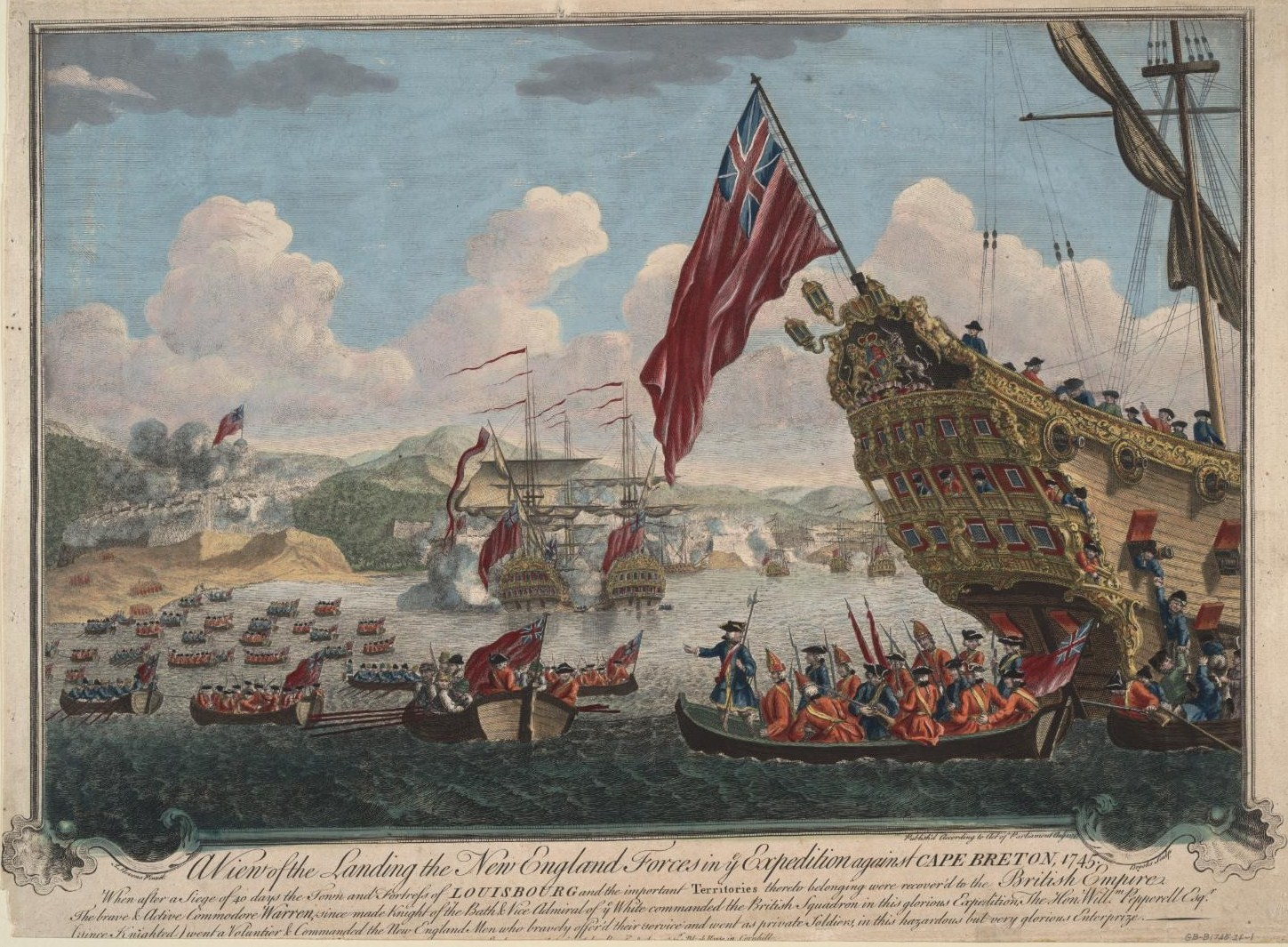
ルイブールに上陸するニューイングランド軍

ルイブールは海に面した砲台が多く、高所からの砲撃には弱点があった。1745年5月11日（ユリウス暦では4月30日）、ニューイングランド軍を乗せた艦隊がルイブールに到着した。ルイブールには港に加え、キングズ砦、クイーンズ砦、ドーファン砦があり、複数の砲台からの砲火が、港に向けて連動する仕組みになっていた。砦は荒れていて、防御にもいくつか弱点が見られた。上陸の2日後、ニューイングランド軍の、ウィリアム・ヴォーハンに率いられた部隊が、ロイヤル・バッテリーを占拠した。ここはルイブールの外にある、要塞化された砲台だった。また、フレッシュウォーターコーヴの大砲を、ニューハンプシャーの中佐で、造船工でもあるナサニエル・メザーブが特別に作ったそりに乗せて移動させ、ニューイングランド軍が築いた砦に据え付けて、ルイブールに向けて砲撃を開始した。その後、ニューイングランド軍は試行錯誤を経ながらも、砲台を新たに築き、5月31日には、ドーファン砦と、その隣のサーキュラー・バッテリーに砲弾を命中させた。
フランス軍の救援に向かっていたフランス軍艦ヴィジラントは、ルイブールを目前にしてイギリスに拿捕された。これはフランスにとって大きな損失だった。その後、ニューイングランドの大砲がルイブールの城塞にゆっくりと突破口を開いた。2日後、ルイブールの城塞の突破口と、港に押し寄せるイギリスの艦隊を目にしたデュシャンボンは条件付きの降伏を申し出た。
6月24日には、イギリスの追撃砲が見事にフランスの反撃を封じ込めた。また、その9日前の6月15日、フランス救援に向かっていた、ポール・マリン・ド・ラ・マルグ率いるフランスとインディアンの連合軍が、タタマガッチ沖の海戦でイギリス軍と交戦し、結局マリンはルイブールにはたどり着けなかった。
しかしケベックのフランス系カナダ人住民は6月半ばまでニューイングランドの攻撃のことを知らず、フランス本国がそのことを知ったのは、ルイブールが困窮状態に陥ってからもっと後のことだった。

## 降伏後のルイブール

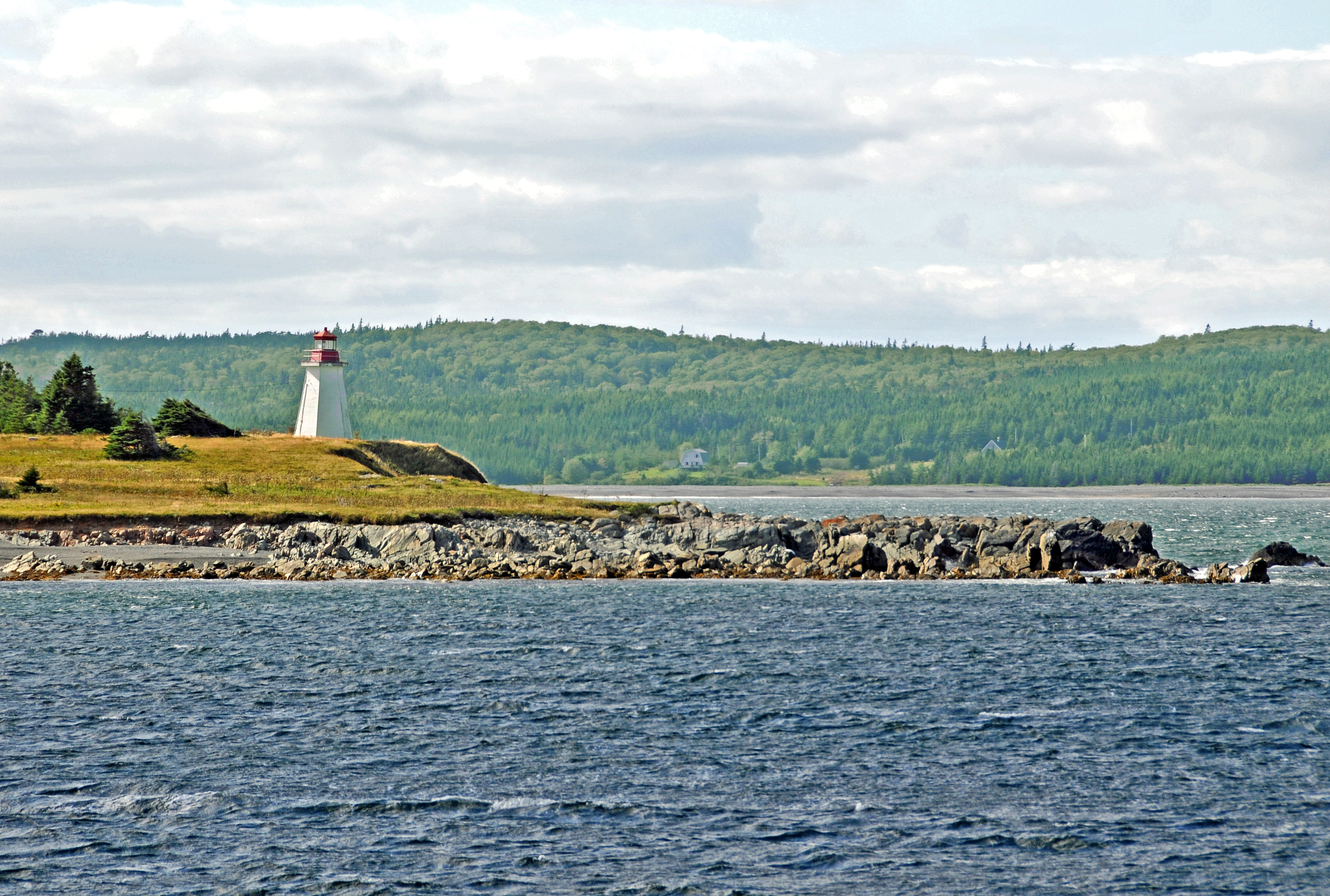
ガバラス湾と灯台

降伏下で、駐屯隊は名誉降伏の特典として行進を許され、住民は持てるだけの財産を持ってフランスへ送還された。このことにニューイングランド兵は激怒した。任務の見返りとして、戦地での略奪と戦利品を約束されていたからだった。
ニューイングランド軍は6月28日、ルイブールに入った。多くの兵は帰国を望んでいたが、2000人ほどが強制的に駐屯させられ、翌年にイギリス本国から兵と交代するまで、ルイブールにとどめ置かれた。しかし、厳しい気候や不潔な住環境から病気が蔓延し、1745年から1746年の冬の駐留で死亡した兵士は561人にのぼった。ちなみにニューイングランド軍のうち、フランス軍相手に戦死した兵士は約100人で、包囲中に病死した者は30人であった。包囲中に病死した者は、気候や水の悪さ、野営の条件の悪さから来る赤痢に感染した者たちだった。
ルイブールでの勝利は本国に歓迎され、本国政府に、ニューイングランド軍の実力を知らしめた。ウォーレンは海軍少将に昇進し、ペッパーレルは準男爵に叙爵されて、ニューイングランドの新設連隊の大佐となった。ニューイングランドの民兵たちにルイブールを奪われた フランスは呆然とし、1746年に、ダンヴィユ公爵の遠征を試みたが失敗に終わった。
1748年、ニューイングランドの行政官たちは、アーヘンの和約により、ルイブールがフランスに返還されると知って憤慨した。1749年、イギリスはルイブールと均衡を取るため、ノバスコシアにハリファックスに軍港を築いた。その後、フレンチ・インディアン戦争が勃発し、ジェフリー・アマースト率いるイギリス軍が、1758年に、再びルイブールを包囲して勝利したのち、この城塞を破壊した。この勝利により、イギリス軍に翌年のケベック攻撃への道が開けた。

## 関連図書
- De Forest, Louis Effingham. Louisbourg Journals, 1745. New York: Society of Colonial Wars, 1932.
- Gwyn, Julian, ed. The Royal Navy and North America: The Warren Papers, 1736-1752. London: Naval Records Society, 1973.
- "Letters relating to the Expedition against Cape Breton." Massachusetts Historical Society Collections, 1st Series, I (1792), 3-60.
- Lincoln, Charles Henry, ed. "The Journal of Sir William Pepperrell." American Antiquarian Society Proceedings, New Series, XX (1909–1910), 135-183.
- "The Pepperrell Papers." Massachusetts Historical Society Collections, 6th Series, X (1899), 3-565.
- "Roger Wolcott's Journal at the Siege of Louisbourg, 1745." Connecticut Historical Society Collections, I (1860), 131-160.
- Anderson, M.S. The War of Austrian Succession, 1740-1748. New York: Longman, 1995.
- Burrage, Henry S., Maine at Louisburg (sic), (Burleigh & Flynt, Augusta, 1910)
- Drake, Samuel Adams. The Taking of Louisburg 1745. Boston: 1891. (Reprinted by Kessinger Publishing, 2007.)
- McLennan, John Steward. Louisbourg: From its Foundation to its Fall, 1713-1758. London: Macmillian, 1918.
- Rawlyk, G.A. Yankees at Louisbourg. Orono: University of Maine Press, 1967.
- Parkman, Francis, France and England in North America Part 6, A Half-Century of Conflict (Vol. II), (Boston, Little Brown and Company 1897).
- Sosin, Jack M. "Louisbourg and the Peace of Aix-la-Chapelle, 1748." The William and Mary Quarterly, 3rd Series, Vol. 14, No. 4 (October 1957), 516-535.
- Besieged: 100 great sieges from Jericho to Sarajevo